# Il più bel casino del Texas
Il più bel casino del Texas (The Best Little Whorehouse in Texas) è un film del 1982 diretto da Colin Higgins.
Il film è l'adattamento cinematografico del musical omonimo.

## Trama
Fine anni settanta. Il bordello denominato Chicken Ranch è stata una vera e propria istituzione della cittadina di Gilbert, in Texas, per più di un secolo, ed è attualmente gestito dalla procace Miss Mona Stangley. Mentre si prende cura delle sue ragazze, Mona mantiene ottimi rapporti con lo sceriffo locale, Ed Earl Dodd. Tutto scorre serenamente, finché un giorno il reporter televisivo Melvin P. Thorpe decide di prendere di mira, nel corso di una delle sue crociate TV moralizzatrici, proprio la casa di Miss Mona.

## Riconoscimenti
- 1983 - Premio Oscar
  - Candidatura Miglior attore non protagonista (Charles Durning)
- 1983 - Golden Globe
  - Candidatura Miglior film commedia o musicale
  - Candidatura Migliore attrice in un film commedia o musicale (Dolly Parton)